# Odiomarinae
Odiomarinae is een onderfamilie van kreeftachtigen uit de klasse van de Malacostraca (hogere kreeftachtigen).

## Geslacht
- Amarinus Lucas, 1980